# 노스이스트잉글랜드

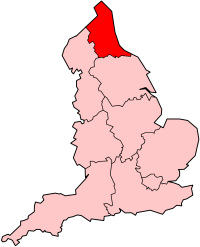
노스이스트잉글랜드

노스이스트잉글랜드(North East England)는 잉글랜드의 지역 중 하나로 면적은 8,592km2, 인구는 2,597,000명(2011년 기준), 인구 밀도는 300명/km2이다.

## 행정 구역
- 노섬벌랜드주
- 타인 위어 주
  - 뉴캐슬어폰타인
  - 게이츠헤드 도시 자치구
  - 노스타인사이드
  - 사우스타인사이드
  - 시티오브선덜랜드
- 더럼주
  - 달링턴 구
  - 하틀풀 구
  - 스톡턴온티스 구
- 노스요크셔주
  - 레드카 클리블랜드
  - 미들즈브러

## 같이 보기
- 베오르니체
- 노섬브리안 파이프